# Ethobunus gracilipes
Ethobunus gracilipes is een hooiwagen uit de familie Zalmoxioidae.